# Tuba

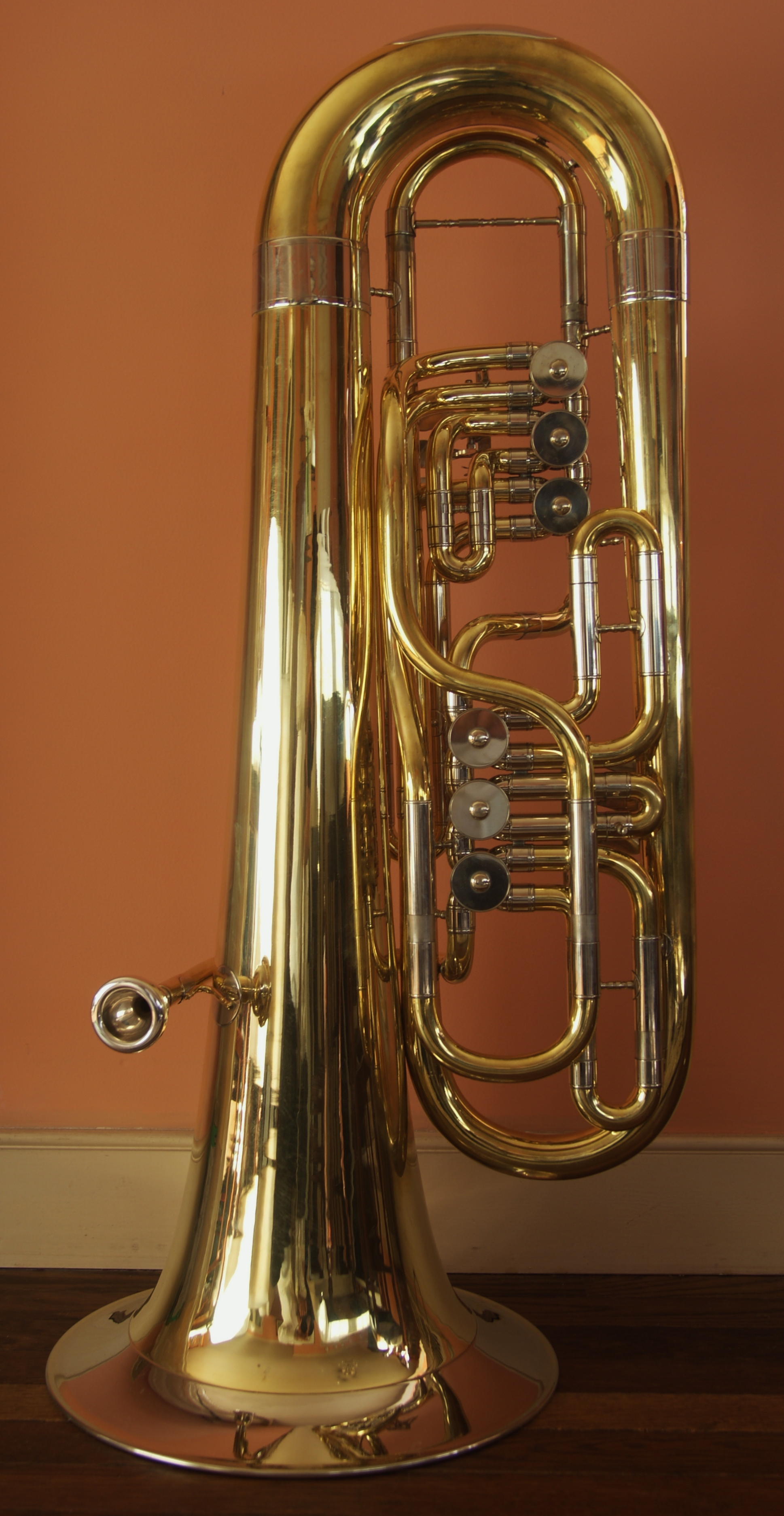
Một chiếc kèn tuba

Tuba (UK: /ˈtjuːbə/ hoặc US: /ˈtuːbə/; phát âm tiếng Ý: [ˈtuːba]; từ tuba là một từ của tiếng Latin, có nghĩa là "trumpet") là loại kèn thuộc bộ đồng, âm khu trầm, thường được biên chế trong dàn nhạc giao hưởng, tần số dao động âm thanh thấp, nhưng tiếng vang, chủ yếu đảm trách bè nền, hầu như không sử dụng để trình tấu đơn độc, khác với Pha-gốt (thuộc bộ gỗ): cũng chơi ở âm khu trầm, nhưng âm sắc khác nhau, Pha-gốt có thể trình tấu linh hoạt hơn, đã được một số nhạc sĩ cổ điển sử dụng viết cho thể loại concerto, điển hình là nhạc sĩ Mozart. Sự xuất hiện của tuba hiện nay là sự thế chỗ của ophicleide, một nhạc cụ cũng có hình dáng giống tuba.
Một người chơi tuba được gọi là nghệ sĩ tuba (viết bằng tiếng Anh có thể là "tubaist" hoặc "tubist"). Tuy nhiên, có một số ngoại lệ như ở Anh Quốc, một người chơi tuba trong dàn nhạc giao hưởng thì chỉ đơn thuần được gọi là người chơi tuba thôi, hay trong ban nhạc kèn đổng kiểu Anh hay trong ban nhạc quân đội thì người chơi tuba được gọi với cái tên người chơi âm bass.

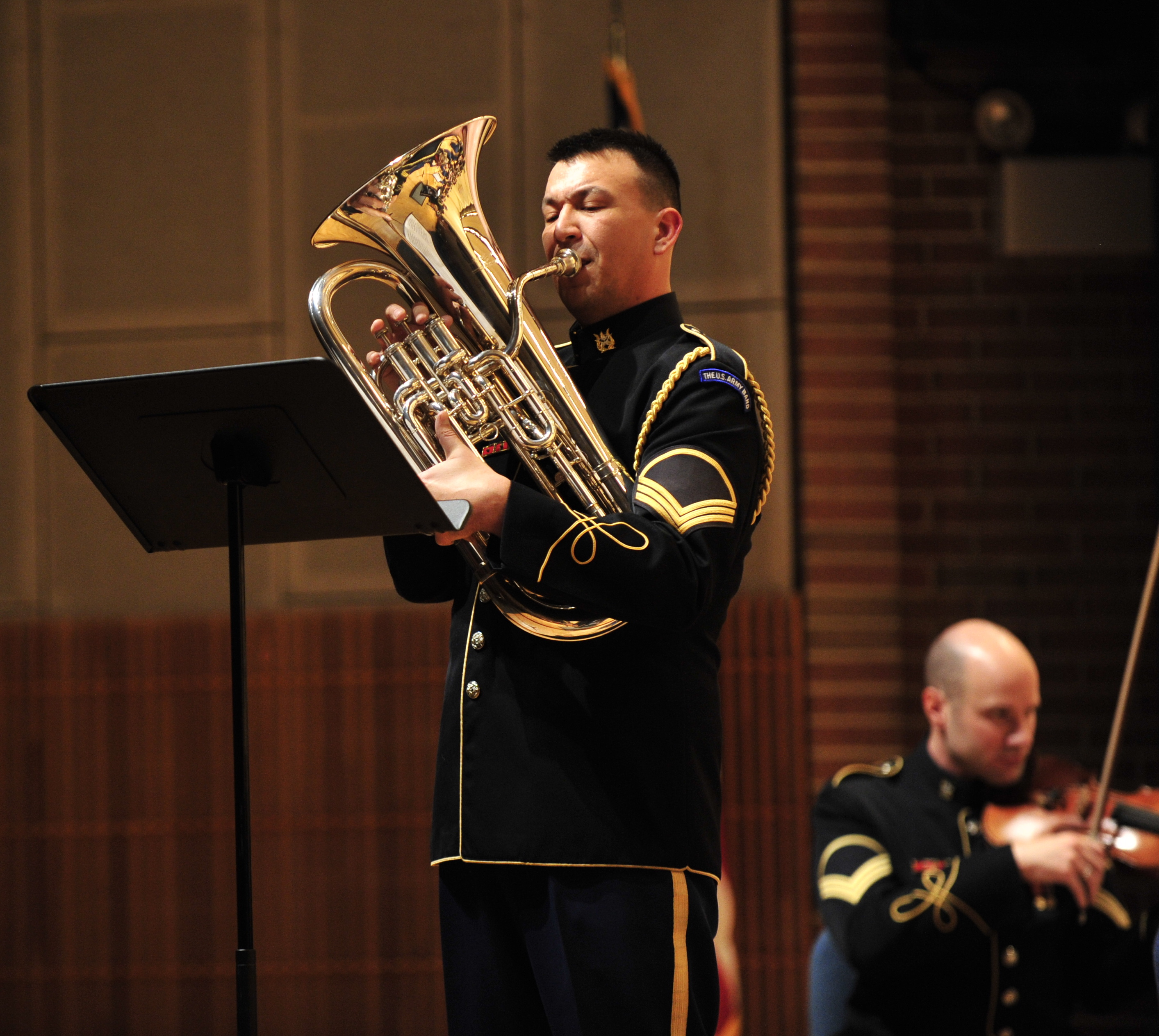
Một người chơi kèn tuba độc tấu

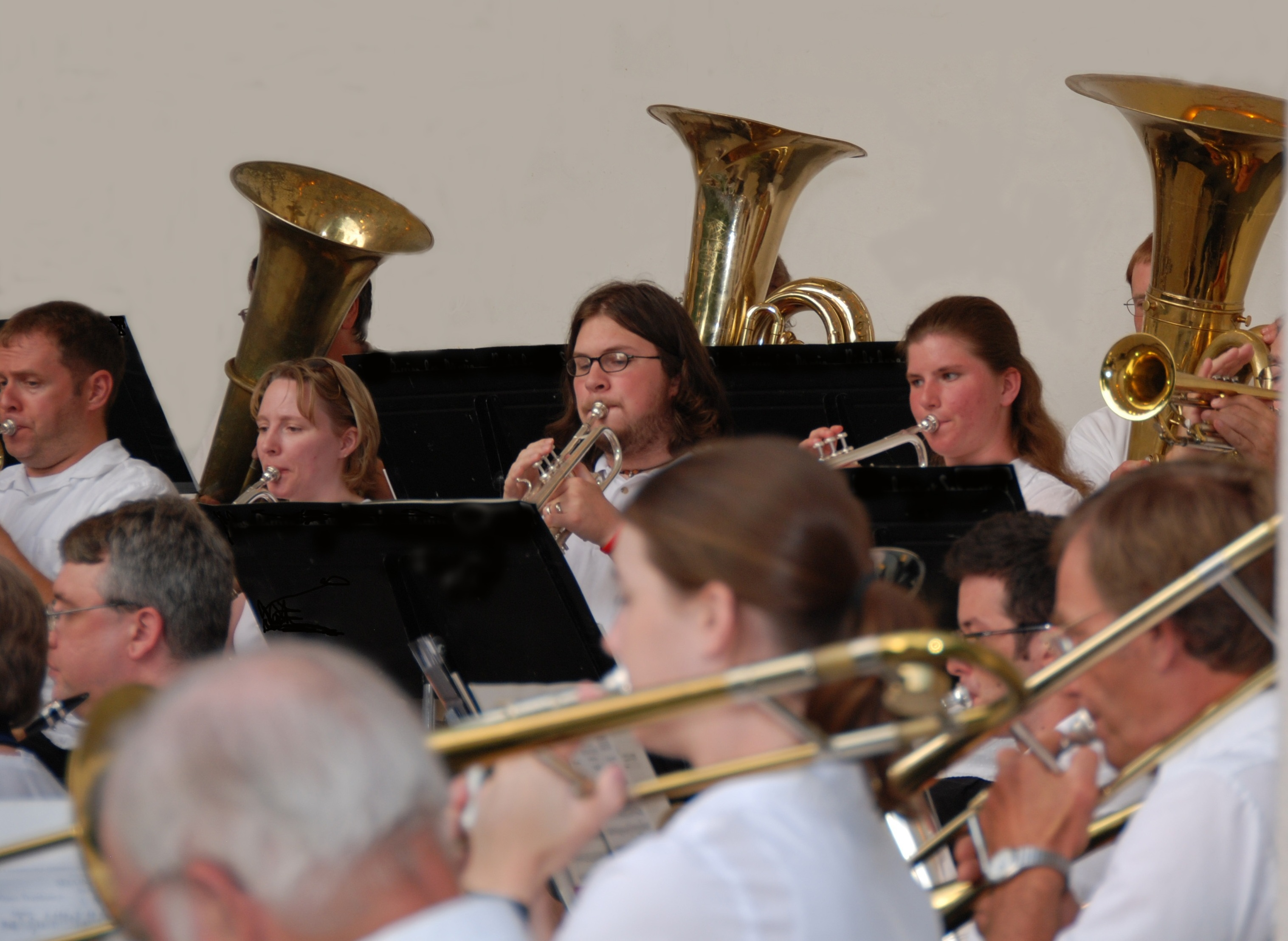
Kèn tuba trong dàn nhạc giao hưởng

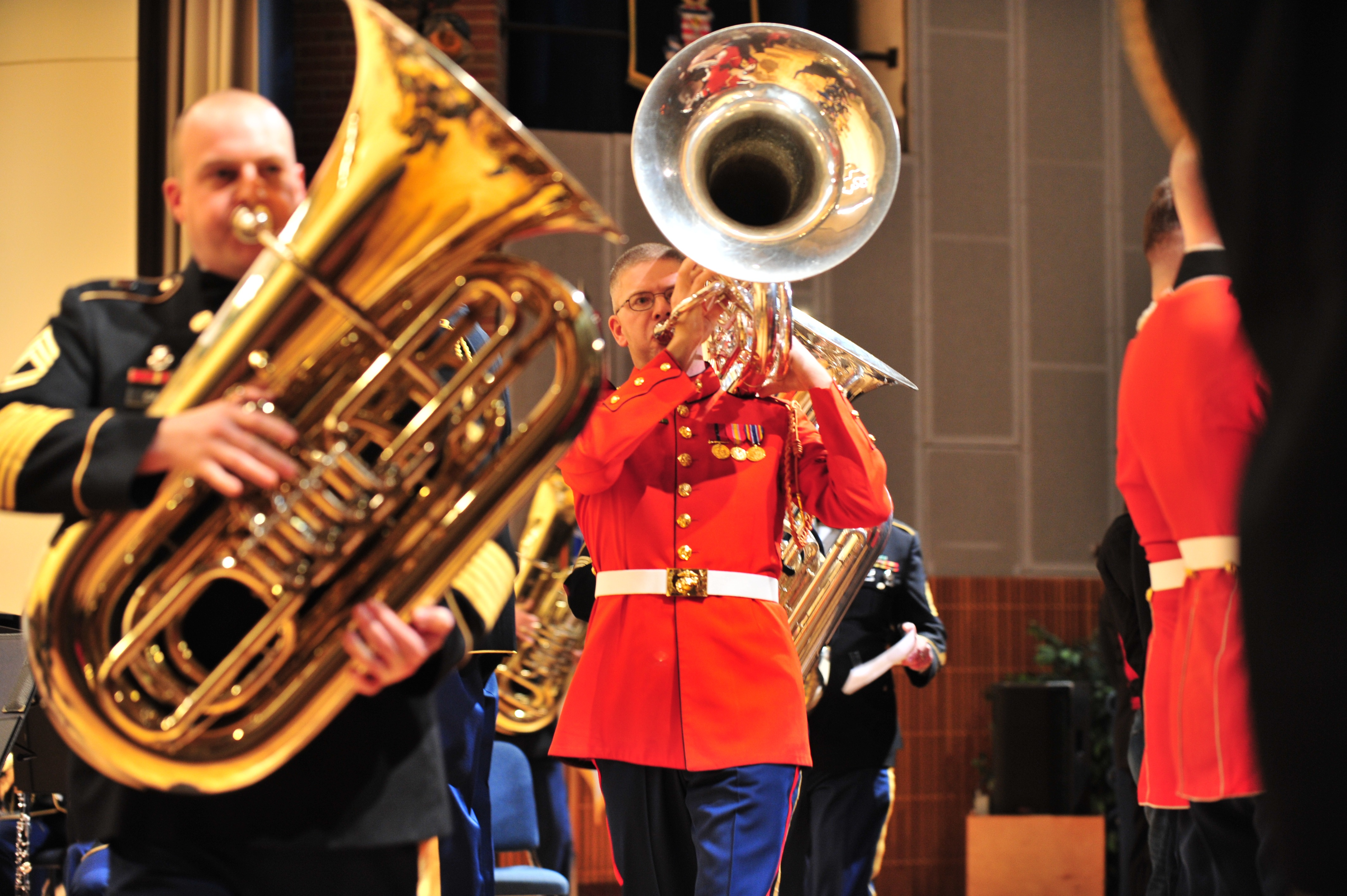
Kèn tuba trong đội quân nhạc